# Wigald Boning
Wigald Andreas Boning (né le 20 janvier 1967 à Wildeshausen) est un comédien et présentateur allemand.

## Biographie
Il est l'aîné des deux enfants d'employés de banque. Étudiant danes les années 1980, il joue dans KIXX, un groupe jazz punk avec Lars Rudolph (de) et Jim Meneses, qui l'amène à jouer dans des festivals internationaux et en première partie d'Ornette Coleman. Il sort quelques albums en solo dont le premier, Bremen, paraît en 1988, produit par Klaus Voormann.
Il fait ses débuts d'acteur en 1990 dans Hard Days Hard Nights de Horst Königstein (de) puis participe au documentaire Der geile Osten, eine Reise durch die letzten Tage der DDR d'Ulrich Waller (de). De 1991 à 1993, il présente une chronique quotidienne dans un magazine musical sur Premiere tout en étant un journaliste satirique pour Extra 3 sur NDR Fernsehen puis Canale Grande sur VOX.

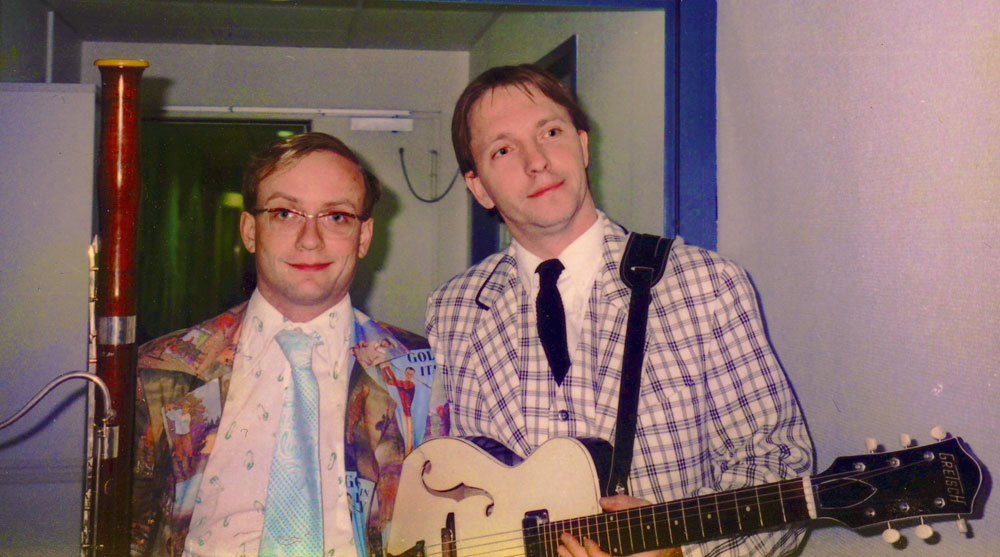
Wigald Boning et Olli Dittrich dans Die Doofen.

Wigald Boning devient ensuite membre permanent de l'émission comique RTL Samstag Nacht jusqu'en 1998. Dans sa chronique, il joue un reporter d'investigation traitant de façon grotesque des sujets incongrus, interrogeant les passants sur ces sujets. Il joue ensuite un intervieweur de célébrités imités par Olli Dittrich. Tous deux s'habillent de costumes aux motifs excentriques et opposés.
Bonning et Dittrich reprennent ses costumes pour refaire un groupe créé par Bonning qui n'a pas eu de succès, Die Doofen (en français, Les Idiots) et font dans l'émission des numéros avec des textes pleins de calembours. Leur premier single single Mief! (Nimm mich jetzt, auch wenn ich stinke) (Beurk ! (Prends-moi maintenant, même si je pue)) est numéro 1 tout comme leur album qui se vend à un plus d'un million d'exemplaires.
Après la fin de RTL Samstag Nacht en 1999, Boning présente une émission matinale comique sur ProSieben puis produit ses propres émissions d'interview de 2001 à 2004. De 2004 à 2008, il présente avec Barbara Eligmann (de) sur Sat.1 une émission de vulgarisation scientifique et seul un jeu à base d'épreuves et de questions.
En collaboration avec le pianiste Roberto Di Gioia (de), il publie Jet Set Jazz, un album dans lequel il joue de onze instruments,.
En 2010, il commence à publier des livres d'histoire et de voyages en Allemagne.

## Discographie
Projets solos
- 1988/1995: Album Bremen
- 1989: Album Kapitale Burschen
- 1989: Single Mama
- 1989: Single Weine nicht
- 1991: Album Wildeshausen
- 1991: Single Komm zurück / 100%
- 1996: Album Gekauft ist gekauft – The Mist of Wigald Boning
- 1997: Single Ein Freund, ein guter Freund / Das Bremserlied
- 1998: Album Unser Land soll schöner werden
- 2000: Single Gimme more Huhn (Moorhuhn feat. Wigald Boning)
- 2008: Album Jet Set Jazz mit Roberto di Gioia

KIXX
- 1985: Album Hidden Lover (ITM)

Die Doofen
- 1995: Album Lieder, die die Welt nicht braucht
- 1996: Album Melodien für Melonen
- 1998: Album Zwei Stühle – Eine Meinung

## Filmographie
- 1989: Hard Days Hard Nights
- 1990: Der geile Osten, eine Reise durch die letzten Tage der DDR
- 1996: Die drei Mädels von der Tankstelle
- 1998: (National Lampoon's) Men in White
- 2003: Suche impotenten Mann fürs Leben (de)

## Source, notes et références
1. ↑  « musicline.de/de/chartverfolgun… »(Archive.org • Wikiwix • Archive.is • Google • Que faire ?).
2. ↑  « musicline.de/de/chartverfolgun… »(Archive.org • Wikiwix • Archive.is • Google • Que faire ?).
3. ↑  Wigald Boning macht Jet Set Jazz Stern vom 10. Dezember 2008
4. ↑  « Musikkritik Jet Set Jazz »(Archive.org • Wikiwix • Archive.is • Google • Que faire ?) Computer Bild vom Dezember 2008

- (de) Cet article est partiellement ou en totalité issu de l’article de Wikipédia en allemand intitulé « Wigald Boning » (voir la liste des auteurs).